# Teodora Raczkowska
Teodora Raczkowska (ur. 15 września 1850 w Łąkiem, zm. 16 stycznia 1940 w Warszawie) – nauczycielka, właścicielka żeńskiej szkoły handlowej w Warszawie.

## Życiorys

### Rodzina i wykształcenie
Córka Józefa i Weroniki z Grabowskich Raczkowskich. Miała siostrę bliźniaczkę Walerię. Ojciec był leśniczym leśnictwa Sierpc.
Ukończyła Aleksandryjsko-Maryjski Instytut Wychowania Panien, szkołę o antypolskim i rusyfikacyjnym charakterze, która miała swoją siedzibę w budynku późniejszego Sejmu Rzeczypospolitej Polskiej. Nigdy nie wyszła za mąż.

### Praca w szkolnictwie
W 1868 z siostrą Anną Kucharzewską założyła w Wysokiem Mazowieckiem pensję dla panien, która po jakimś czasie została zamknięta przez władze rosyjskie. Następnie przez 14 lat Teodora Raczkowska była przełożoną w warszawskim Zakładzie Przemysłowo-Rękodzielniczym dla kobiet, prywatnej szkole założonej przez Cecylię Plater-Zyberkównę. 
W 1900 Teodora Raczkowska przejęła dwuletnie żeńskie kursy zawodowe, które w 1896 zaczęła prowadzić Izabela Smolikowska. Z czasem przekształciły się w siedmioklasową Żeńską Szkołę Handlową. Raczkowska oferowała też roczne handlowe kursy wieczorne. Obok szkoły działał pensjonat. Początkowo mieściła się przy Żurawiej 6, następnie przy ulicy Marszałkowskiej 80. W 1902 dyrektorem był Połkotycki. W 1903 uczyły się tu 133 dziewczęta, a kadra liczyła 20 osób. W 1904 Raczkowska uzyskała koncesję na prowadzenie szkoły oraz obietnicę możliwości nauczania w niej po polsku. Dyrektorem został wówczas geograf Wacław Jezierski. W 1906 w szkole odbyło się spotkanie nauczycieli i nauczycielek z rodzicami uczennic. Głosy wybrzmiałe na spotkaniu podsumował Jezierski, który w czasopiśmie pedagogicznym „Nowe Tory” oraz w osobnej broszurze opublikował tekst Jak się powinny ubierać dziewczęta w wieku szkolnym?.
W 1907 dyrektorem szkoły został Kazimierz Kulwieć. W 1909 świętowano dziesięciolecie szkoły. Na dwuletnich kursach, na które wstęp miały uczennice z patentem szkół średnich, uczyło się wówczas 301 słuchaczek, a na otwartych kursach wieczornych, które uruchomiono w 1902, 106 słuchaczek. W szkole nauczali: języka polskiego – Roman Plenkiewicz, prawa – K. Dunin, nauk społecznych – Jan Kucharzewski (siostrzeniec Teodory Raczkowskiej) i Jan Dmochowski, nauk handlowych – E. Milewski, W. Rzeszotarski, W. Suchodolski, G. Wertheim, A. Bayer, G. Chwatczyński, przyrody – K. Kulwieć i J. Sosnowski, języków obcych i nauk ogólnokształcących – J. Domagalska, K. Jagmin, K. Karwowski, K. Woycicki, A. Fiedler, M. Szmidt, K. Sławiński, L. Ostaszewski, H. Hertz, J. Gumiński. Wcześniej w szkole pracowali: Stanisław Koszutski, S. Łaganowski, B. Miklaszewski, W. Kozłowski i G. Tołwiński.
W roku szkolnym 1913/1914 w szkole uczyły się 243 uczennice. Zachował się album fotograficzny z wizerunkami uczennic oraz grona pedagogicznego, jak również jedno zdjęcie pokazujące dziewczęta podczas zajęć. Szkoła działała do 1939. Absolwentkami szkoły Teodory Raczkowskiej były m.in.: Natalia Batowska, Wanda Opęchowska, Alicja Dorabialska, Jadwiga Umińska, Wanda Papiewska, Irena Pauszer, Hanna Dembowska oraz Teresa Konarska. Przez blisko 40 lat istnienia szkoła dała wykształcenie ok. 1500 absolwentkom kursów dwuletnich i ponad 1000 absolwentkom kursów jednorocznych.

### Działalność społeczna
W 1909 Teodora Raczkowska została wybrana na zastępczynię w komitecie Towarzystwa Higienicznego, ale nie brała udziału w jego pracach. Zasiadała we władzach Kasy nauczycielskiej w Warszawie – podczas co najmniej dwóch kadencji była członkinią komisji rewizyjnej.
Teodora Raczkowska była członkinią Towarzystwa Miłośników Historii oraz Polskiego Towarzystwa Krajoznawczego.

### Odznaczenia
W 1938 szkole założonej przez Raczkowską nadano sztandar, a ona sama była jedną z jego matek chrzestnych. Poza tym Raczkowskiej przyznano wówczas Złoty Krzyż Zasługi w uznaniu jej pracy nad szkoleniem zawodowem młodzieży.